# Lista rozkazów procesora
Lista rozkazów procesora (ang. instruction set) – zestaw podstawowych instrukcji, jakie dany procesor potrafi wykonać.
Producenci procesorów podają zazwyczaj szczegółowe informacje dotyczące każdego z rozkazów:
- działania, jakie dana instrukcja realizuje, na przykład co dokładnie wykonuje (algorytm), jak wpływa na stan procesora (zawartość rejestrów, modyfikacja rejestru flag), jakie może spowodować błędy
- sposób kodowania rozkazu, to znaczy jego binarna postać rozpoznawana przez układ elektroniczny (dekoder rozkazów)
- proponowane mnemoniki udostępniane przez asemblery.

Lista rozkazów jest niezbędna dla programistów wykorzystujących procesor bezpośrednio, zwykle z poziomu asemblera, a także twórców kompilatorów, debuggerów i innych narzędzi operujących na poziomie kodu maszynowego. Nie wszystkie rozkazy rozpoznawane przez dany procesor muszą jednak zostać udokumentowane.
Niektóre rozkazy wymienione na liście nie muszą odpowiadać rzeczywistym instrukcjom wykonywanym przez układ elektroniczny – na przykład w procesorach Itanium nie istnieje rozkaz umożliwiający przesyłanie zawartości między rejestrami, jednak to działanie można zrealizować za pomocą dodawania (nawet producent zaleca, aby w asemblerach udostępniać taki pseudorozkaz).